# Gottes Werk & Teufels Beitrag
Gottes Werk & Teufels Beitrag (Originaltitel: The Cider House Rules) ist eine Literaturverfilmung nach dem gleichnamigen Roman von John Irving. Die Hauptrolle spielt Tobey Maguire.

## Handlung
In Maine um die Zeit des Zweiten Weltkrieges leitet der Arzt Dr. Wilbur Larch ein abgelegenes Waisenhaus in dem kleinen Ort St. Cloud’s und betreibt darin auch eine gynäkologische Praxis. Dort kommt Homer Wells zur Welt. Nach zwei gescheiterten Adoptionsversuchen wird das Waisenhaus seine Heimat. Dr. Larch ist allen Kindern im Haus ein liebevoller Ersatzvater, doch wächst zwischen ihm und Homer eine besondere Beziehung. Homer geht Dr. Larch in der Klinik zur Hand und bekommt so eine gute handwerklich-medizinische Ausbildung. In der Klinik werden einerseits Frauen entbunden, die ungewollt schwanger sind und das Kind abgeben müssen. Andererseits führt Dr. Larch illegal auch Abtreibungen durch und begründet das damit, dass jede Frau frei darüber entscheiden sollte, ob sie ihr Kind zur Welt bringen will oder nicht. Homer wird ein guter Arzthelfer und Gynäkologe, weigert sich aber aus ethischen und juristischen Bedenken, selbst Abtreibungen durchzuführen.
Eines Tages kommen die hübsche Candy und ihr Freund Wally für eine Abtreibung in die Klinik. Homer, kaum erwachsen, verliebt sich in Candy und ergreift zu Dr. Larchs Missfallen spontan die Gelegenheit, St. Clouds zu verlassen und mit den beiden an die Küste zu fahren. Dort arbeitet er als Apfelpflücker bei Wallys Vater, als einziger Weißer unter sonst schwarzen Saisonarbeitern; außerhalb der Apfelsaison hilft er Candys Familie beim Hummerfischen. Nachdem Wally sich zu Candys Verdruss freiwillig als Pilot im Zweiten Weltkrieg gemeldet hat, beginnt sie mit dem in Liebesdingen vollkommen unerfahrenen Homer eine Ersatzbeziehung.
In St. Cloud’s möchte unterdessen der Trägerverein des Waisenhauses Dr. Larch wegen dessen unchristlichen Ansichten ersetzen. Dieser setzt sich sehr für Homer als Nachfolger ein und fälscht sogar Diplome mit Homers Namen, damit dieser als Arzt eingestellt werden kann. Doch Homer ist mit seinem einfachen Leben an der Küste glücklich und weigert sich, nach St. Clouds zurückzukehren; entsprechende Briefe ignoriert er oder beantwortet sie freundlich, aber ablehnend. Er hat mit seiner Vergangenheit im Waisenhaus abgeschlossen und hält sogar seine medizinische Ausbildung geheim.
In der Unterkunft der Apfelpflücker hängt eine geschriebene Hausordnung (The Cider House Rules), die Arbeiter können jedoch nicht lesen und beachten sie daher nicht, bis Homer sie ihnen vorliest. Sie bemerken, dass viele der Regeln ohne jede Kenntnis der Verhältnisse nur aufgestellt worden, um Macht auszuüben. Solche Regeln akzeptieren sie nicht. Sie weisen Homer an, den Zettel zu verbrennen.
Als die junge Apfelpflückerin Rose Rose  von ihrem eigenen Vater schwanger ist und das Kind nicht haben möchte, erklärt Homer sich gegen seine Prinzipien bereit, die Abtreibung durchzuführen. Sobald sie danach wieder bei Kräften ist, verlässt sie die Plantage, nachdem sie aufgrund eines Missverständnisses ihrem Vater einen Messerstich versetzt hat. Der Vater hat sich dann noch weitere Stiche selbst zugefügt, um einen Suizid aus Gram vorzutäuschen und seine geliebte Tochter damit zu entlasten, und stirbt kurz darauf.
Per Brief erfährt Homer, dass der schon lange äthersüchtige Dr. Larch an einer versehentlichen Überdosis im Schlaf gestorben ist. Er verabschiedet sich von Candy und geht jetzt doch zurück ins Waisenhaus, um Dr. Larchs Nachfolge anzutreten. Er wird überschwänglich willkommen geheißen. Der Film endet damit, dass er im Jungenschlafsaal nach der Gutenachtgeschichte Dr. Larchs Gruß übernimmt: Gute Nacht, ihr Prinzen von Maine, ihr Könige von Neuengland!.

## Hintergrund
Der Film wurde an Schauplätzen in Vermont, Maine, New Hampshire und Massachusetts gedreht. Das Budget des Films wird auf 24 Millionen US-Dollar geschätzt. Der Film feierte seine Weltpremiere am 7. September 1999 bei den Internationalen Filmfestspielen von Venedig. Es folgten diverse Vorführungen bei internationalen Filmfestivals. Am 7. Januar 2000 lief der Film in den US-amerikanischen Kinos an, in Deutschland und der Schweiz am 16. März 2000. Am Eröffnungswochenende wurden in den USA mehr als 110.000 US-Dollar eingenommen. Insgesamt beliefen sich die Einnahmen in den USA auf über 57,5 Millionen US-Dollar.
Ursprünglich sollte Phillip Borsos Regie führen, verstarb jedoch vor Drehbeginn. Michael Winterbottom, ebenfalls als Regisseur des Films vorgesehen, verließ das Projekt aufgrund fehlender Geduld mit der schleppenden Entwicklung des Projekts. Letztlich übernahm Lasse Hallström die Regie. Da der Umfang des Romans zu groß für einen Spielfilm gewesen wäre, änderte der Autor John Irving die Geschichte des Romans in dem ebenfalls von ihm geschriebenen Drehbuch in etlichen Details ab. Irving war von der Verfilmung so angetan, dass er in dem Film eine Gastrolle als Bahnhofsvorsteher spielte. Irvings Sohn Colin ist in der Rolle von Major Winslow zu sehen.

## Soundtrack
Am 14. Januar 2000 veröffentlichte Sony Music einen Soundtrack, der 18 Musiktitel umfasst.
| Nr. | Titel                                |
| --- | ------------------------------------ |
| 1.  | Main Titles                          |
| 2.  | Homer’s Lessons                      |
| 3.  | Young Girl’s Burial                  |
| 4.  | Homer Asks Wally For A Ride          |
| 5.  | Homer Leaves Orphanage               |
| 6.  | The Ocean                            |
| 7.  | The Cider House                      |
| 8.  | Wally Goes Off To War                |
| 9.  | Lobster Dinner                       |
| 10. | Burying Fuzzy                        |
| 11. | Homer & Candy On The Dock            |
| 12. | Rose, Rose Is Pregnant               |
| 13. | Abortion                             |
| 14. | Pickers Leave                        |
| 15. | Dr. Larch Dies                       |
| 16. | Homer Returns To The Orphanage       |
| 17. | Good-Night, You Kings Of New England |
| 18. | End Credits                          |

Ukulele Lady von Richard A. Whiting und Gus Kahn aus dem Jahr 1925 wird prominent eingesetzt. Vaughn DeLeath ist die Interpretin.

## Besetzung und Synchronisation
Die deutsche Synchronbearbeitung entstand bei Film- & Fernseh-Synchron in München und Berlin unter der Dialogregie von Beate Klöckner, die auch das Dialogbuch schrieb.
| Darsteller            | Deutscher Sprecher       | Rolle             |
| --------------------- | ------------------------ | ----------------- |
| Tobey Maguire         | Florian Bauer            | Homer Wells       |
| Michael Caine         | Jürgen Thormann          | Dr. Wilbur Larch  |
| Charlize Theron       | Natascha Geisler         | Candy Kendall     |
| Delroy Lindo          | Bert Franzke             | Arthur Rose       |
| Paul Rudd             | Philipp Brammer          | Wally Worthington |
| Jane Alexander        | Elisabeth Endriss        | Schwester Edna    |
| Erykah Badu           | Sandra Schwittau         | Rose Rose         |
| Earle C. Batchelder   | Tonio von der Meden      | Dr. Holtz         |
| Evan Dexter           | Parker Frank             | Muth Jack         |
| Norma Fine            | Ursula Traun             | Mrs. Goodhall     |
| K. Todd Freeman       | Ole Pfennig              | Muddy             |
| Heavy D               | Torsten Münchow          | Peaches           |
| Lonnie R. Farmer      | Farmer Tommi             | Vernon            |
| Patrick Donnelly      | Hubertus von Lerchenfeld | Adoptivvater      |
| Paz de la Huerta      | Katharina Schwarzmaier   | Mary Agnes        |
| Kieran Culkin         | –                        | Buster            |
| Kathy Baker           | –                        | Schwester Angela  |
| Kate Nelligan         | –                        | Olive Worthington |
| Evan Parke            | –                        | Jack              |
| Jimmy Flynn           | –                        | Vernon            |
| Erik Per Sullivan     | –                        | Fuzzy Stone       |
| Skye McCole Bartusiak | –                        | Hazel             |
| Spencer Diamond       | –                        | Curly             |
| J. K. Simmons         | stumm                    | Ray Kendall       |

## Rezeption
„Verfilmung des Romans von John Irving, die die Vorlage zugunsten einer atmosphärisch dichten, stimmungsvollen Initiationsgeschichte entschlackt. Zwar wird dabei der in der Vorlage weit subtiler ausdifferenzierte Diskurs über die Determinanten des menschlichen Daseins vereinfacht (vor allem in der gelegentlich etwas sentimentalen Verklärung der Abtreibungsproblematik), dennoch wird pointiert die Ambivalenz von Gut und Böse als zwei Seiten einer Medaille versinnbildlicht. Hervorragend inszeniert und gespielt, brillant fotografiert.“

„Nie hätte man bei der Lektüre an Michael Caine (als Larch) oder Tobey Maguire (als Homer) gedacht – und jetzt kann man sich niemanden sonst in diesen Rollen vorstellen. Sie und der ganze Film vermitteln die Essenz des Romans. Fazit: Fast so toll wie das Buch.“

„Die Literaturverfilmung ist konventionell in der Inszenierung und altmodisch in der Erzählung – und das ist gut so. Der Zuschauer hat Zeit, sich auf alles zu konzentrieren: nostalgische Bilder, vordergründig einfältige Gemüter, karge Lebensumstände und kleine Gefühle, die deshalb groß sind, weil sie gänzlich frei von pathetischer Süßlichkeit daherkommen.“

## Auszeichnungen
Der Film, seine Darsteller sowie die Filmcrew wurden für zahlreiche Filmpreise nominiert und ausgezeichnet.
Oscar 2000
Oscar in den Kategorien:
- Bester Nebendarsteller: Michael Caine
- Bestes adaptiertes Drehbuch: John Irving

Nominierung in den Kategorien:
- Beste Ausstattung: David Gropman, Beth A. Rubino
- Beste Regie: Lasse Hallström
- Bester Filmschnitt: Lisa Zeno Churgin
- Beste Musik: Rachel Portman
- Bester Film: Richard N. Gladstein

Golden Globes 2000
Nominierung in den Kategorien:
- Bester Nebendarsteller: Michael Caine
- Bestes Filmdrehbuch: John Irving

BAFTA Awards 2000
Nominierung in der Kategorie:
- Bester Nebendarsteller: Michael Caine

Satellite Awards 2000
Golden Satellite Award in der Kategorie:
- Bestes adaptiertes Drehbuch: John Irving

Nominierung in den Kategorien:
- Bester Nebendarsteller: Michael Caine
- Beste Nebendarstellerin: Erykah Badu
- Beste Nebendarstellerin: Charlize Theron

Screen Actors Guild Awards 2000
Auszeichnung in der Kategorie:
- Bester Nebendarsteller: Michael Caine
- Bestes Schauspielensemble: Jane Alexander, Erykah Badu, Kathy Baker, Michael Caine, Kieran Culkin, Delroy Lindo, Tobey Maguire, Kate Nelligan, Paul Rudd, Charlize Theron